# Erik Jorpes
Johan Erik Jorpes, född Johansson 15 juli 1894 på Kökar på Åland, Finland, död 10 juli 1973 i Adolf Fredriks församling, Stockholms län, var en svensk-åländsk medicinsk forskare.

## Biografi
Jorpes studerade medicin vid Helsingfors universitet och deltog i finska inbördeskriget på den röda sidan, huvudsakligen inom sanitetsväsendet och som tolk. Han hamnade senare i Sovjetunionen, där han bland annat sensommaren 1918 var med om att grunda Finlands kommunistiska parti.
Redan tidigare hade Jorpes engagerat sig mot samhälleliga orättvisor, och upprördes inom kyrkan över företrädare för prästerskapet som kunde må väl utan att tänka på behövande församlingsmedlemmar. De politiska samtalen i Moskva efter revolutionen upplevde han på liknande sätt som mycket retorik och ingen ambition om förbättra förhållanden för alla. Detta ledde till att han till fots flydde från Petrograd till Viborg och Åbo, smugglades till Kökar och därifrån till Vaxholm där han fotvandrade till Stockholm med studiebetyget som enda bagage.
I Sverige blev han medicine kandidat 1922 och – efter vissa svårigheter – svensk medborgare 1923 och avlade läkarexamen 1925. Redan 1920 började han arbeta för sitt uppehälle hos Einar Hammarsten, laborator i kemi och farmakologi. Mellan 1923 och 1927 var han amanuens i kemi och utförde noggranna kemiska analyser av nukleinsyrorna vilket blev underlaget för en doktorsavhandling om nukleinsyror som han försvarade 1928 vid Karolinska institutet. Han efterträdde samma år Hammarsten som laborator när denne blev professor. Jorpes var professor i medicinsk kemi vid Karolinska institutet 1947–1963.
Jorpes studerade under 1930-talet heparinets struktur och dess roll i koagulationsprocessen, och publicerade sina banbrytande rön på området 1935. Han blev därigenom upphovsmannen bakom utnyttjandet av heparin som läkemedel mot blodproppssjukdomar. Det svenska läkemedelsföretaget Vitrum lanserade 1936 heparin som läkemedel för intravenöst bruk baserat på Jorpes upptäckter.
Jorpes invaldes 1945 som ledamot av Kungliga Vetenskapsakademien. Han tilldelades 1950 KTH:s stora pris och var hedersdoktor vid Åbo Akademi.
Han publicerade också flera biografiska och kemihistoriska skrifter bland annat om Jöns Jacob Berzelius.
Jorpes var aktiv både inom kyrka och politik, där han pragmatiskt tog ställning mot riktningsstrider och principiella ställningstaganden där hänsyn inte tagits till de som kunde drabbas av konsekvenserna. Under studietiden engagerade han sig i tros- och samhällsfrågor med en ideologisk inriktning att stödja de behövande. Han var en uttalad absolutist.
Erik Jorpes var gift från 1930 med Ida Elvira Ståhl (1896–1976) och de fick två barn.